# Za Szkołą (Wampierzów)
Za Szkołą – część wsi Wampierzów w Polsce, położona w województwie podkarpackim, w powiecie mieleckim, w gminie Wadowice Górne.
W latach 1975–1998 Za Szkołą należało administracyjnie do województwa tarnowskiego.